# Marlon Teixeira
Marlon Teixeira est un mannequin brésilien né le 16 septembre 1991 à Itajaí (état de Santa Catarina, Brésil).

## Biographie
Marlon Teixeira commence le mannequinat en 2008, à l'âge de 17 ans, sur les conseils de sa grand-mère. Elle lui présente alors un ami à elle qui est à la tête de l'agence de mannequins Way Model Management. En début d'année, l'agence l'envoie aux fashion weeks de Milan et de Paris alors qu'il n'avait jamais voyagé à l'étranger et qu'il ne parlait pas Anglais.
Il participe à ses premières campagnes pour les collections Automne-Hiver 2008 d'Armani Jeans et de Custo Barcelona.
Il signe ensuite un contrat d'exclusivité avec Dior Homme. Il pose et défile pour les collections Automne-Hiver 2008 et Printemps-Été 2009. Il dit avoir apprécié sa collaboration avec Karl Lagerfeld qu'il a trouvé souriant et amusant, loin de l'image qu'il peut renvoyer.
Toujours en 2009, il est mannequin pour Diesel et American Eagle.
En 2010, il est le mannequin vedette d'Emporio Armani puis à partir de 2011, il apparaît dans la publicité du parfum Fuel for Life de Diesel.
En 2011, il apparaît dans le clip Snow de Philipp Kirkonov.
En octobre 2017 il apparaît en arpentant les rues de Paris dans la série mode du photographe de mode Joseph Degbadjo pour le GQ Mexique.

### Vie privée
Marlon Teixeira s'est installé à New York.

## Contrats
P/E : Printemps-Été. A/H : Automne-Hiver.
- 2008 :
  - Custo Barcelona (A/H 2008)
  - Armani Jeans (A/H 2008)
  - Dior Homme (A/H 2008)

- 2009 :
  - Dior Homme (P/E 2009)
  - American Eagle (Été 2009)
  - Sergio K (P/E 2009)
  - Diesel (A/H 2009)

- 2010 :
  - Iceberg (P/E 2010)
  - Armani Exchange (P/E 2010)
  - Messagerie (P/E 2010)
  - Armani Exchange Summer (Été 2010)
  - Forum Tufi Duek (P/E 2010)
  - Forum (A/H 2010)
  - Villa Romana (A/H 2010)
  - Emporio Armani (A/H 2010)

- 2011 :
  - Ermanno Scervino (P/E 2010)
  - Armani Exchange (P/E 2010)
  - Diesel (parfum Fuel for Life)
  - Blue Man Swim (P/E 2010)
  - Armani Exchange (Été 2011)

- 2012 :
  - Iceberg (P/E 2012)
  - Pull & Bear (P/E 2012)
  - Ellus (A/H 2012)
  - Diesel (parfum Fuel for Life)